# Cosmos 656

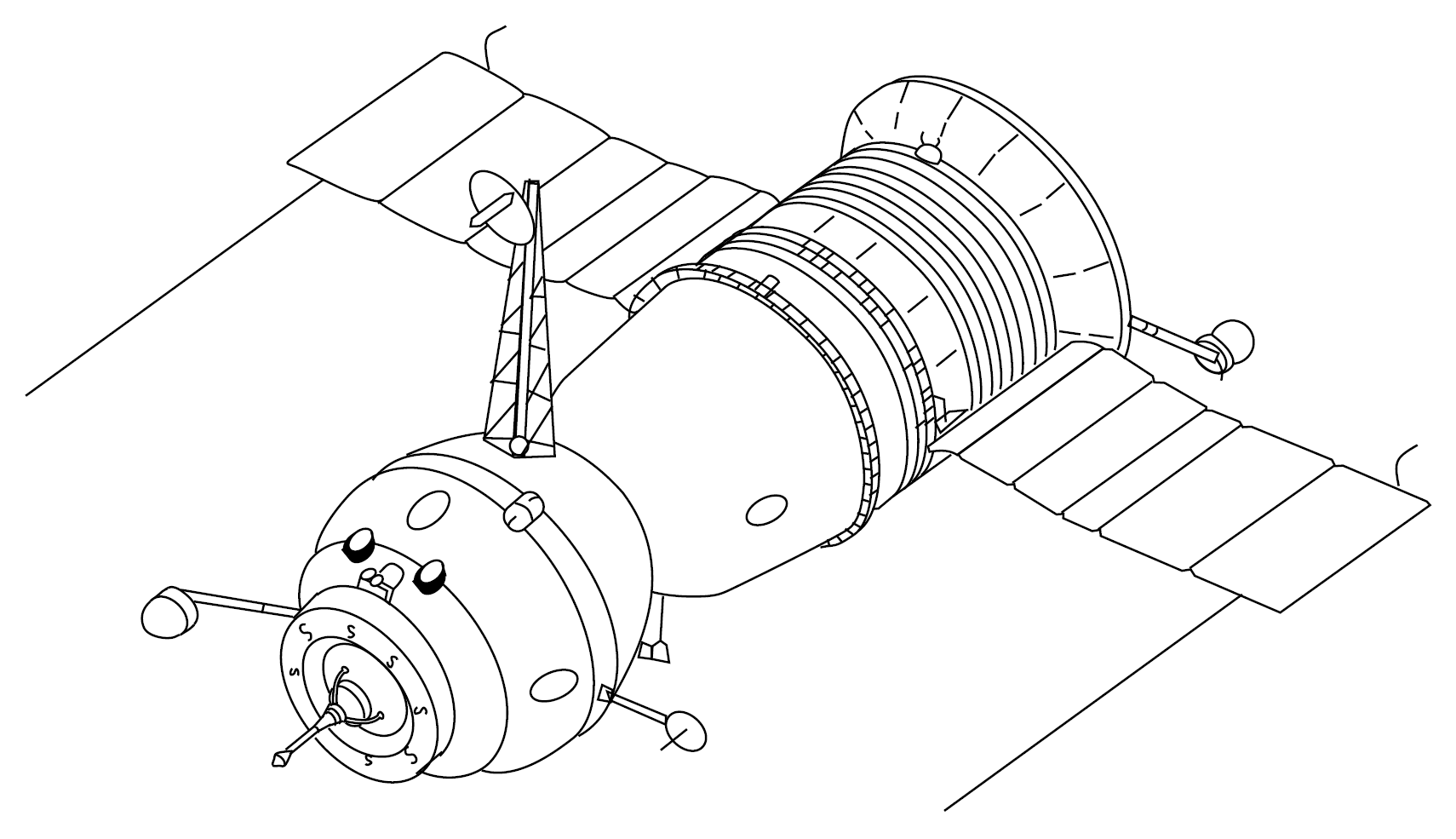
La nave espacial Soyuz 7K-T

Cosmos 656 fue el nombre de una misión de prueba no tripulada de una nave Soyuz 7K-T/A9, el 27 de mayo de 1974 desde el cosmódromo de Baikonur.
La Soyuz 7K-T/A9 era una modificación del modelo Soyuz 7K-T preparada para hacer viajes a las estaciones espaciales militares del programa Almaz.
La nave, con un peso de 6675 kg, fue insertada en una órbita de 195 km de perigeo y 364 km de apogeo, con una inclinación orbital de 51,6 grados y un período de 90 minutos. La misión tuvo una duración de 2,01 días y la nave fue recuperada el 29 de mayo de 1974 a las 7:50 GMT.